# Jean Benoît-Lévy
Pour les articles homonymes, voir Benoit-Lévy.
Jean Benoît-Lévy est un producteur de cinéma et un réalisateur  français, né le 25 avril 1888 dans le 3e arrondissement de Paris, ville où il est mort le 2 août 1959 dans le 8e arrondissement.

## Biographie
Neveu d'Edmond Benoît-Lévy, qui a ouvert l'Omnia Pathé sur les grands boulevards, à Paris, en 1905, la première salle de cinéma non foraine, Jean Benoit-Lévy poursuit l'engagement en faveur du cinéma éducatif, initié par son oncle.
Devenu dans l'entre-deux-guerres le cinéaste attitré de la Troisième République, il réalise, principalement dans les années 1920, près de 400 courts, moyens ou longs métrages à des fins d'éducation populaire, commandités par les cinémathèques du ministère de la Santé, de l'Agriculture et de l'Enseignement professionnel. Il milite au sein d'institutions en lien avec la Société des Nations, comme l'Institut de coopération intellectuel, espérant faire du cinéma un agent d'éducation à visée humaniste.
Passant au long-métrage au début des années trente, ses films, parfois co-réalisés avec Marie Epstein, reprennent le plus souvent les problématiques des films précédents. Obligé d'émigrer aux États-Unis sous l'Occupation, en raison de ses origines juives, il rejoint les intellectuels, tels Henri Focillon ou Jacques Maritain, français et belges, qui ont trouvé accueil au sein de la New School for Social Research et ont fondé l'École libre des hautes études, une université dont les diplômes sont reconnus par la France libre du général de Gaulle. Aux lendemains de la guerre, Jean Benoit-Lévy accepte des responsabilités à l’Organisation des Nations unies, il ne rejoindra le territoire français qu'au début des années cinquante, pour mettre en scène vingt-cinq ballets filmés spécialement pour la télévision française.
Il a fait partie du jury des longs métrages au Festival de Cannes 1949. Son épouse, née Lucie Bloc, est décédée en 1966. Il a eu deux filles, Françoise et Geneviève.

## Filmographie sélective
Réalisateur
- 1922 : Pasteur (réalisé avec Jean Epstein)
- 1926 : Le Nid
- 1928 : Il était une fois trois amis (réalisé avec Marie Epstein)
- 1929 : Âmes d'enfants (réalisé avec Marie Epstein)
- 1929 : Peau de pêche (réalisé avec Marie Epstein)
- 1929 : Maternité
- 1929 : La Fée moderne
- 1932 : Le Cœur de Paris (réalisé avec Marie Epstein)
- 1933 : La Maternelle (réalisé avec Marie Epstein)
- 1934 : Itto (réalisé avec Marie Epstein)
- 1936 : Le Causse
- 1936 : Hélène
- 1937 : La Mort du cygne
- 1938 : Altitude 3 200 (réalisé avec Marie Epstein)
- 1939 : Le Feu de paille (ou L'Enfant prodige)
- 1951 : Quartetto
- 1951 : La Mystérieuse Fatima
- 1952 : Sous les ponts (court métrage)
- 1952 : Le Poignard (court métrage)
- 1952 : Le Congrès de la danse (court métrage)
- 1952 : La Jeune fille aux allumettes (court métrage)
- 1952 : Deux Maîtres pour un valet (court métrage)
- 1952 : Agence matrimoniale (court métrage)

Scénariste
- 1917 : Le Bonheur qui revient d'André Hugon

## Publication
- Jean Benoit-Lévy, Les Grandes Missions du cinéma, Montréal, Parizeau, 1945 (BNF 12439559)